# アロエ・ディコトマ
アロエ・ディコトマ（Aloidendron dichotomum、以前はAloe dichotoma）は、矢筒の木（quiver tree）やコカブーン（kokerboom） 、タカロカイとも呼ばれ、背の高い、多肉植物の分枝種で、アフリカ南部、特に南アフリカの北ケープ地方と南部ナミビアの一部に自生する。

## ネーミング
先住民のサン族の間では「チョジェ」と呼ばれていたが、サン族がアロエ・ディコトマの筒状の枝をくりぬいて矢を射るために矢筒を作っていたことから、この木の英名が付けられた。"dichotomum”とは、植物の成長に伴って茎が繰り返し2つに分岐することを意味している。 2013年に本種はAloidendron dichotomumとしてAloidendron属に移行した 。

## 関連種
3つの別々の種、A. dichotomum, A. pillansii, A. ramosissimumは、南アフリカとナミビアの国境付近のリフタスフェルトとナミブ砂漠の同じ乾燥地帯に生息している。この3種はIUCNの絶滅危惧種リストレッドリストで、A. dichotomumは「脆弱」、A. pillansiiは「危機的に絶滅危惧」、A. ramossisimumは「絶滅危惧」と、それぞれ異なる評価を受けている。 3は上の異なる評価を与えられている絶滅危惧種のレッドリスト：A.のramossisimumのためのA. pillansiiのための「絶滅危惧」、A.のdichotomumのための「脆弱」と「絶滅危惧種」。
3つの種を区別することができるA. pillansiiでは、花序は直立しているのではなく、低い葉の下から垂れ下がっている。A. ramosissimumはかなり小さく、高さが2m以上になることはほとんどなく、低木のような形をしている。樹木のようなA. dichotomumと低木のA. ramosissimumの間にはグラデーションがあるが、比較的ユニークなA. pillansiiの個体群は開花時期が異なるため、他の2つの種との交配はしない 。

## 分布と保存
アロエ・ディコトマの自然林の数少ない例の一つは、ナミビアのケートマンスフープから北へ約14kmのところにあるクイバーツリーの森（Quiver Tree Forest）である。もう一つは、南アフリカの北ケープ州のガンナボスにある。
本種はその生息域の大部分で減少傾向にある。南アフリカとナミビアにおけるアロエ・ディコトマのモデル化は、気候変動に対応した保護区の必要性を理解することに貢献している。気候変動による本種のモデル化された範囲の減少は、最近の現地調査で確認されている 。

## 栽培
アロエ・ディコトマは、世界中の乾燥地帯で造園用として栽培されている。成長速度が遅く、相対的に希少なため、特に高価な標本となっている。また、自然の生息地以外での栽培は比較的難しい。
栽培には、非常に水はけの良い粗いミネラル砂（好ましくは、それを活性化し、成長を維持するために、いくつかのロームと骨粉と一緒に）、完全な太陽、良好な通気と非常に少ない水を必要とし、主に冬に水が必要となる（主に冬の降雨量の砂漠で発生するので）。稀に水が不足している場合は、葉が丸まって先端で枯れてしまうことがある。
葉の間にアブラムシや昆虫の感染症に異常にかかりやすく、完全な太陽と一定の新鮮な空気の動きがないときには常にこれが悪化する。屋内植物は、これらの害虫のために頻繁に治療する必要がある。殺菌剤は腐敗から保護するために、時々追加することもできる。
挿し木や接ぎ木、（より困難な場合は）種子から伝播することができる。挿し木は、植える前に日陰の場所で数週間完全に乾燥させる必要がある 。

## 映画の参考資料
ミアチェル・ベンソンの著書『スペース・オデッセイ（Stanley Kubrick, Arthur C. Clarke, and the Making of a Masterpiece）』（2018年）では、コカブーンが映画監督のスタンリー・キューブリックの興味を掻き立てた経緯が簡潔に語られている。この本では、「2001年宇宙の旅」の撮影に使用できるように、いくつかの保護されたコカブーンの木が伐採されたと主張している 。

## ギャラリー

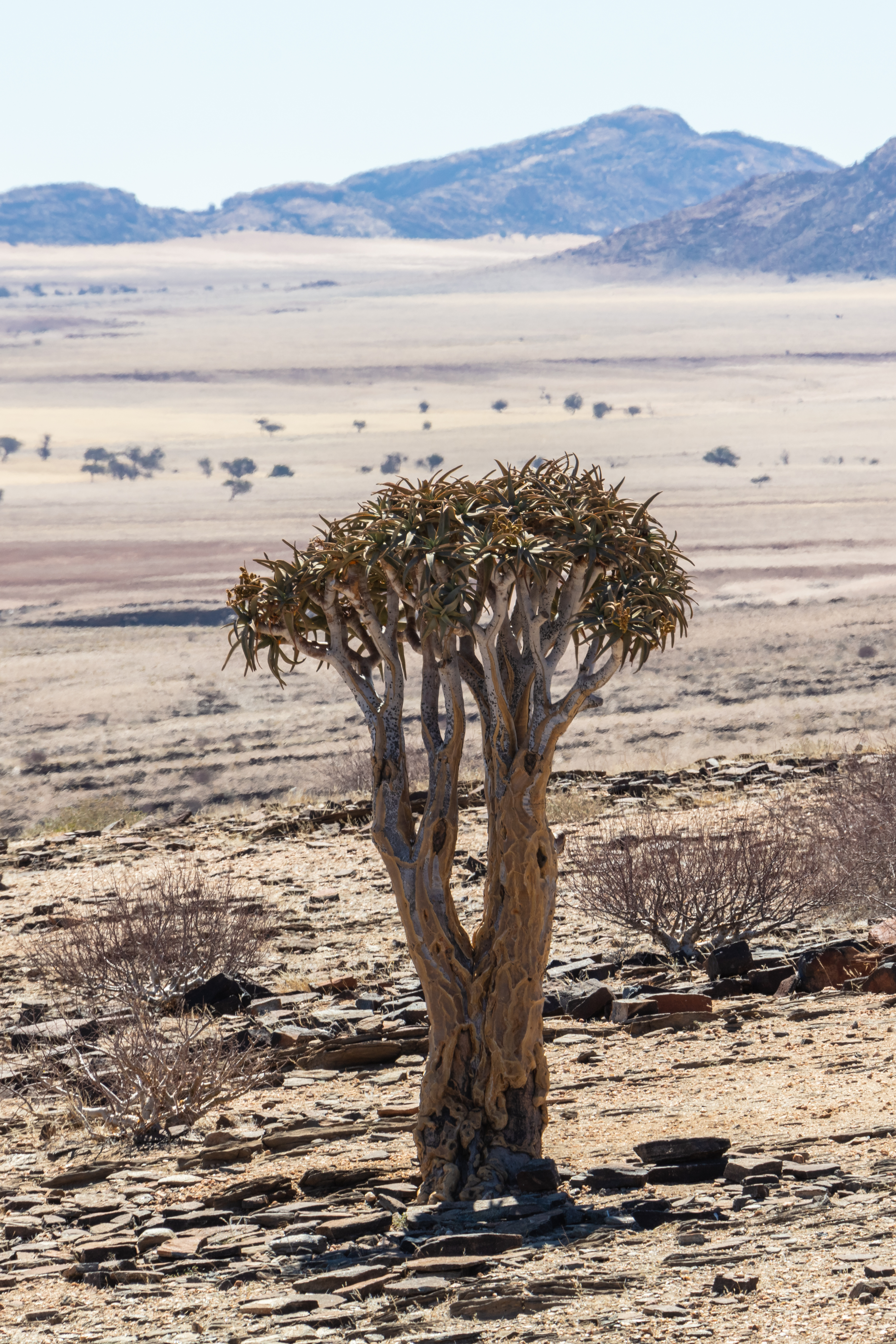
Quiver tree in the Namib-Naukluft National Park, Namibia.
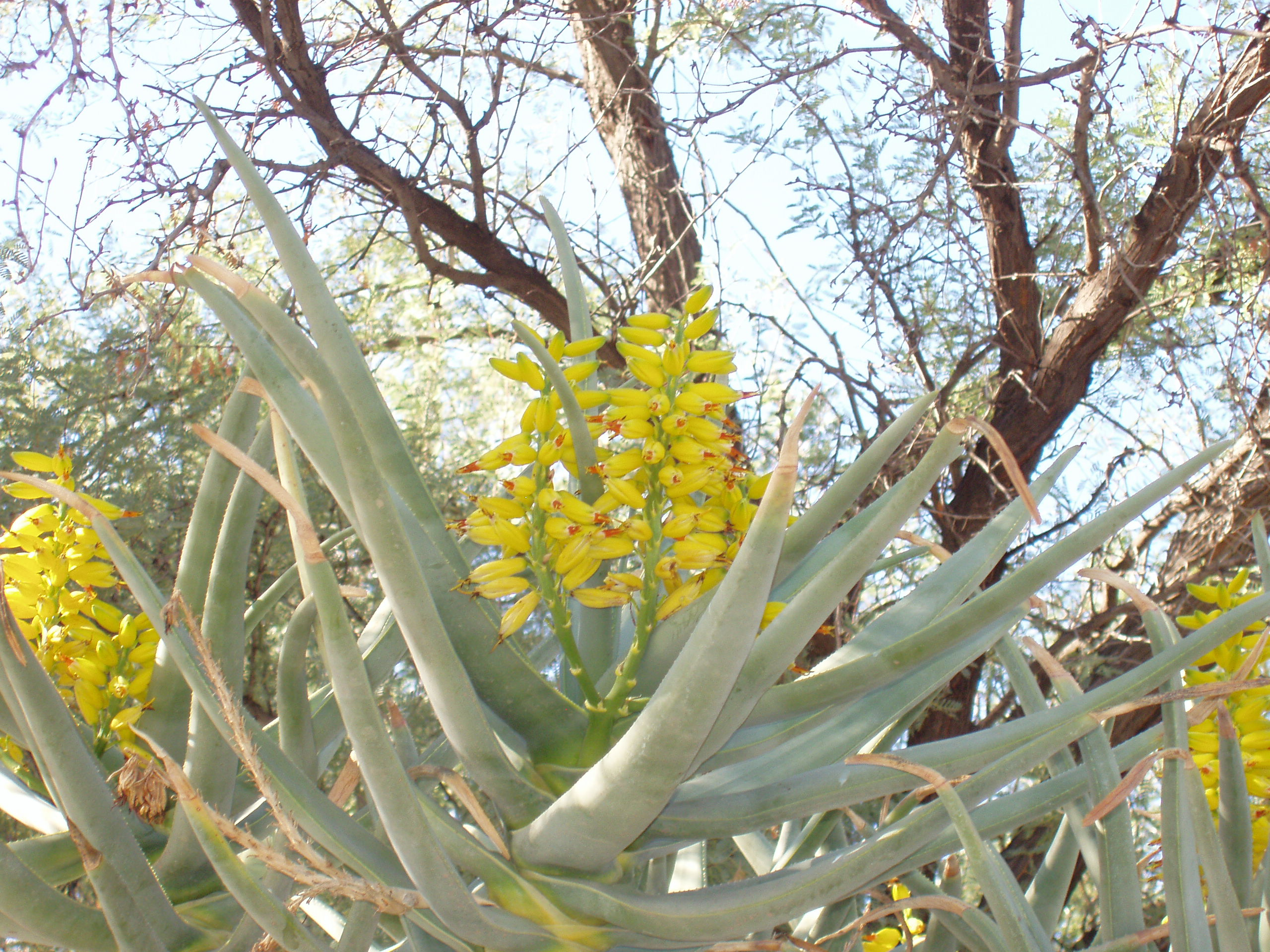
In bloom.
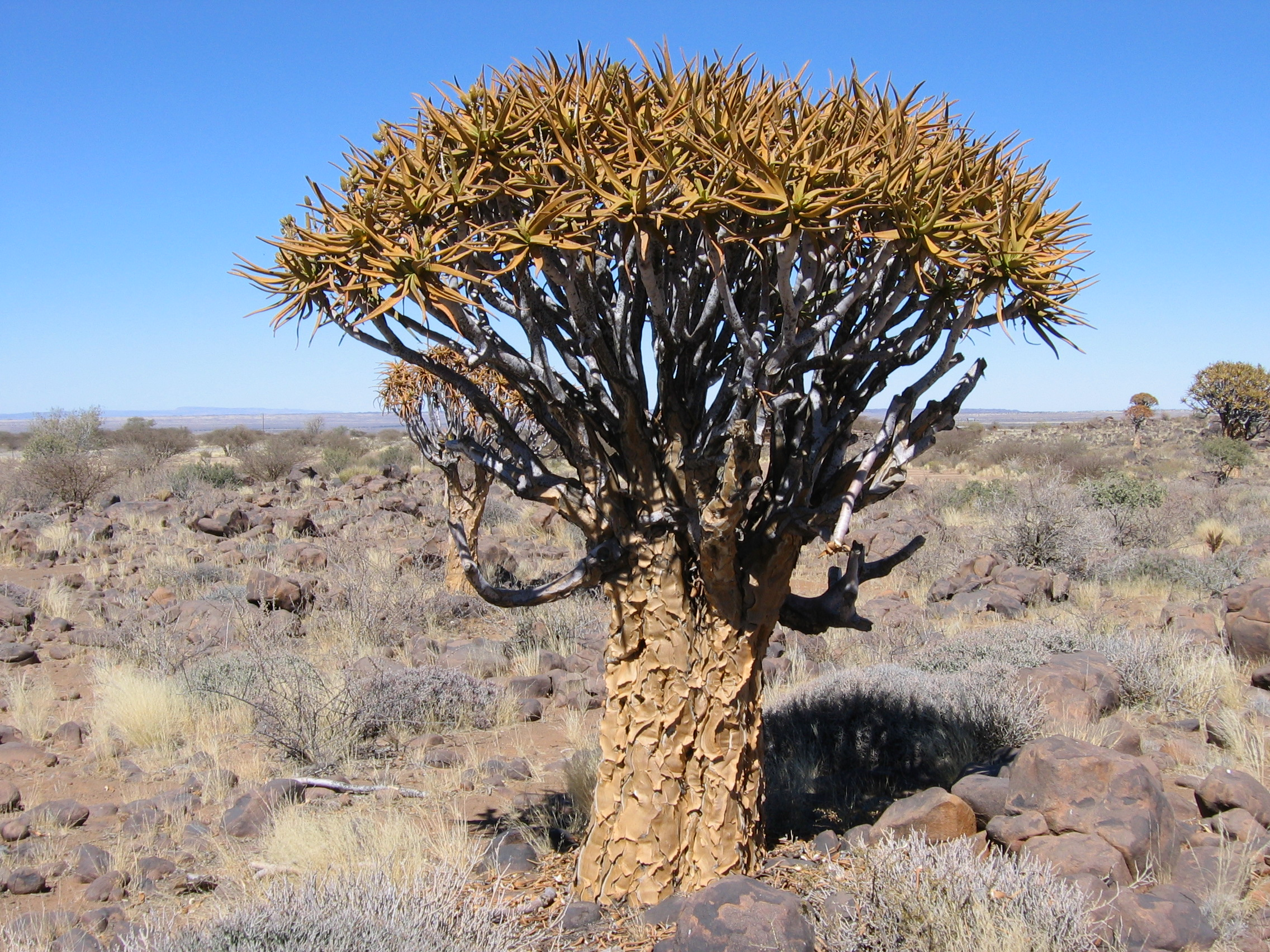
Quiver tree in southern Namibia.
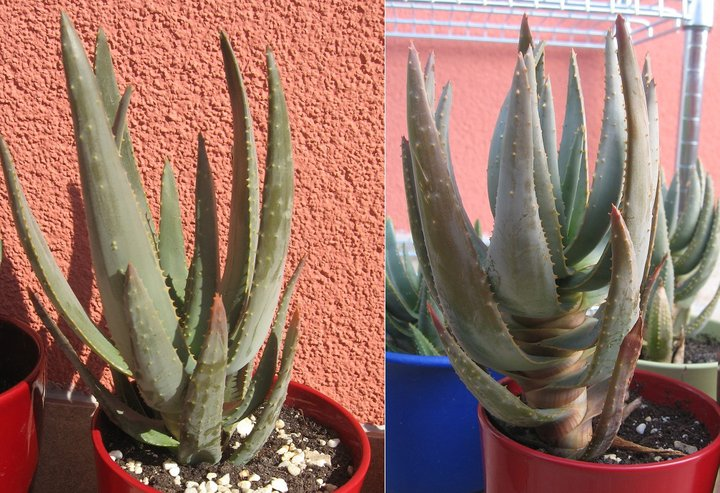
Growth of a young plant from May to August.
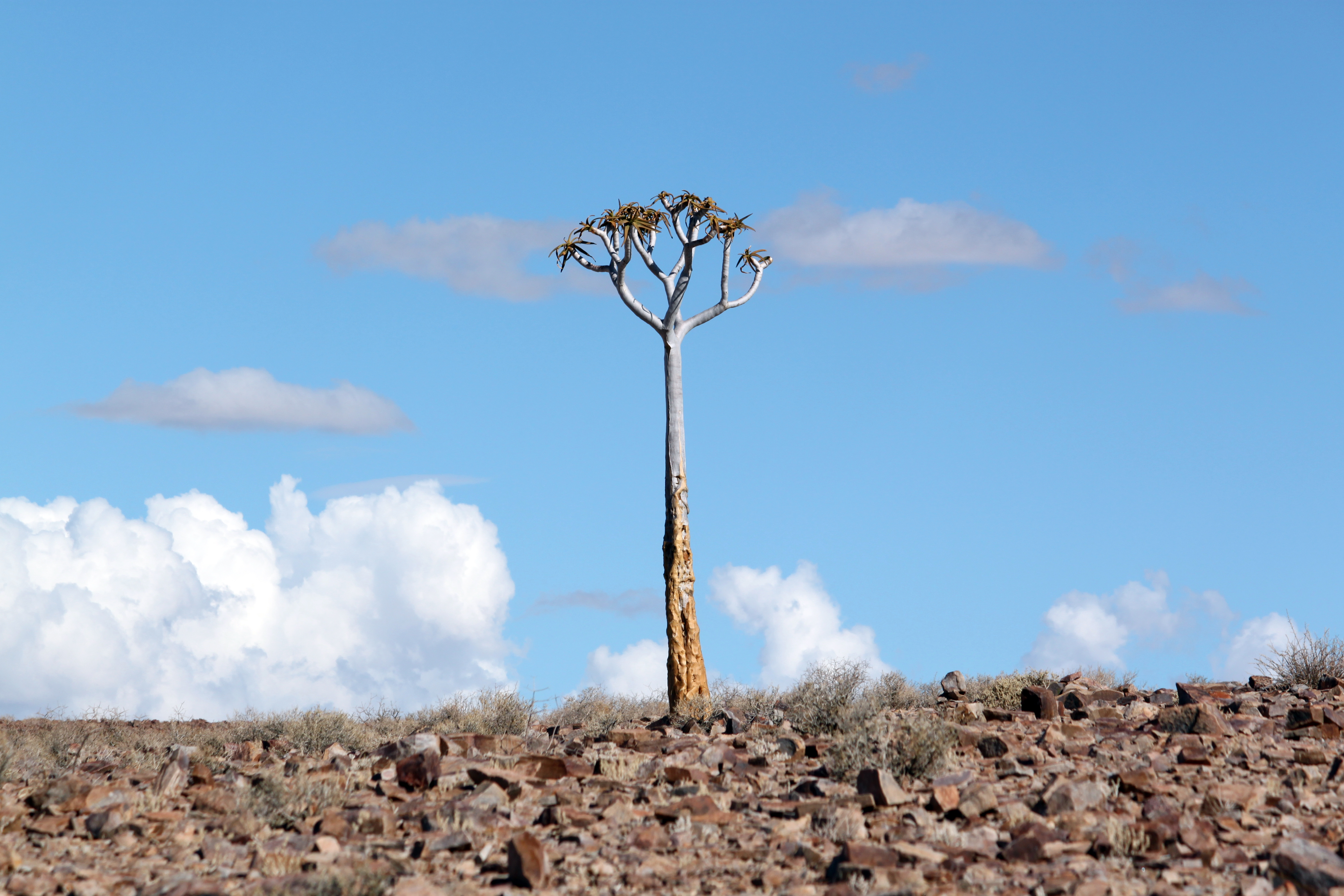
Quiver tree at Fish River Canyon, Namibia.
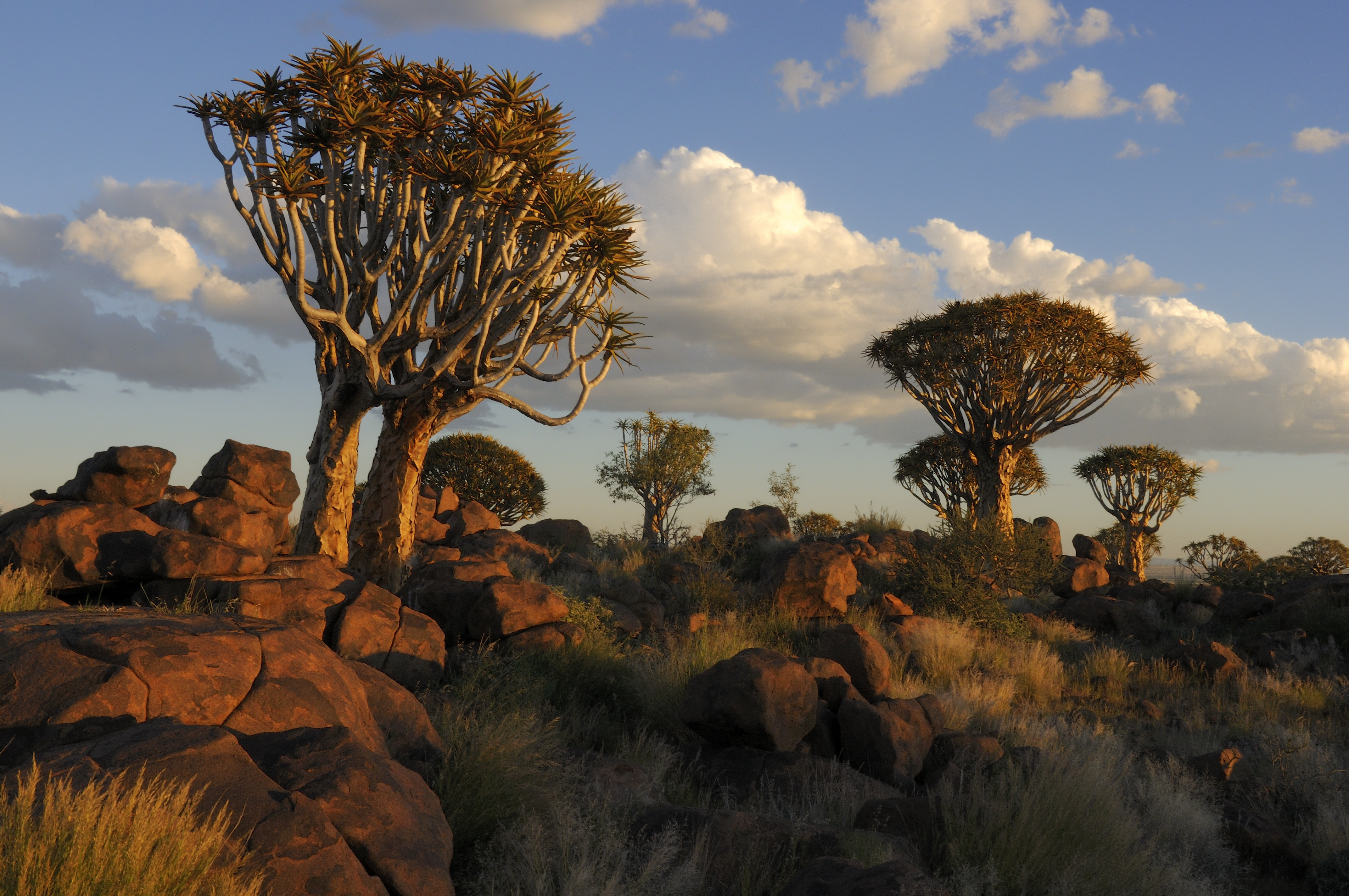
Quiver Tree Forest near Keetmanshoop, Namibia, in the evening.
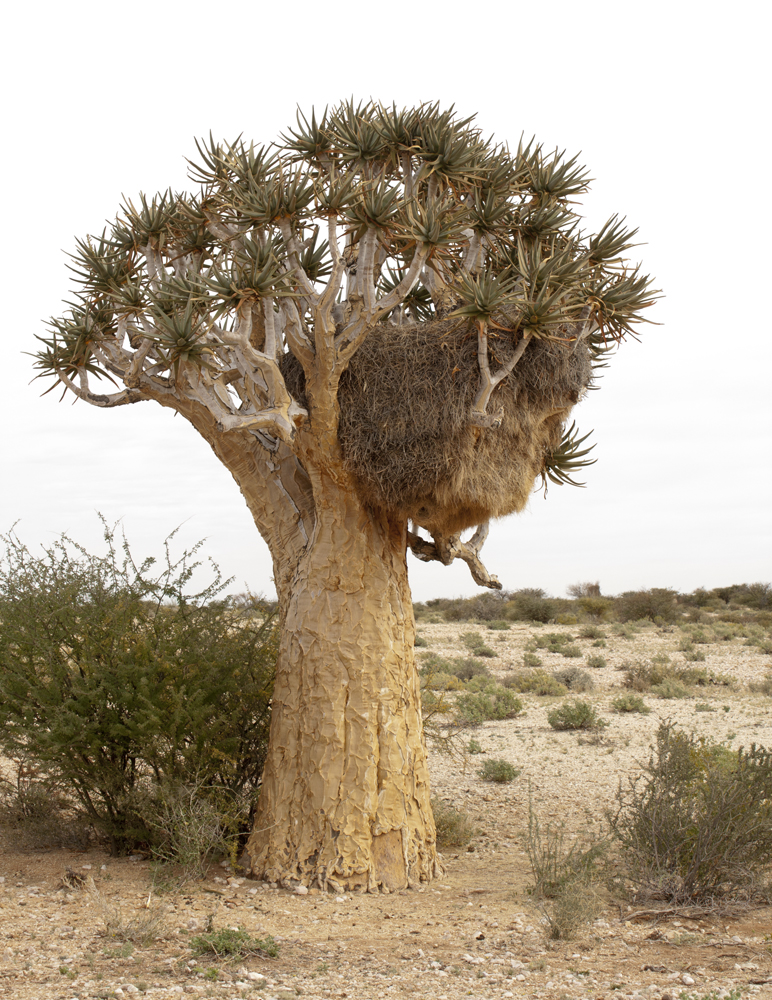
Sociable Weaver (Philetairus socius) nest in a Quiver tree. Northern Cape, South Africa.
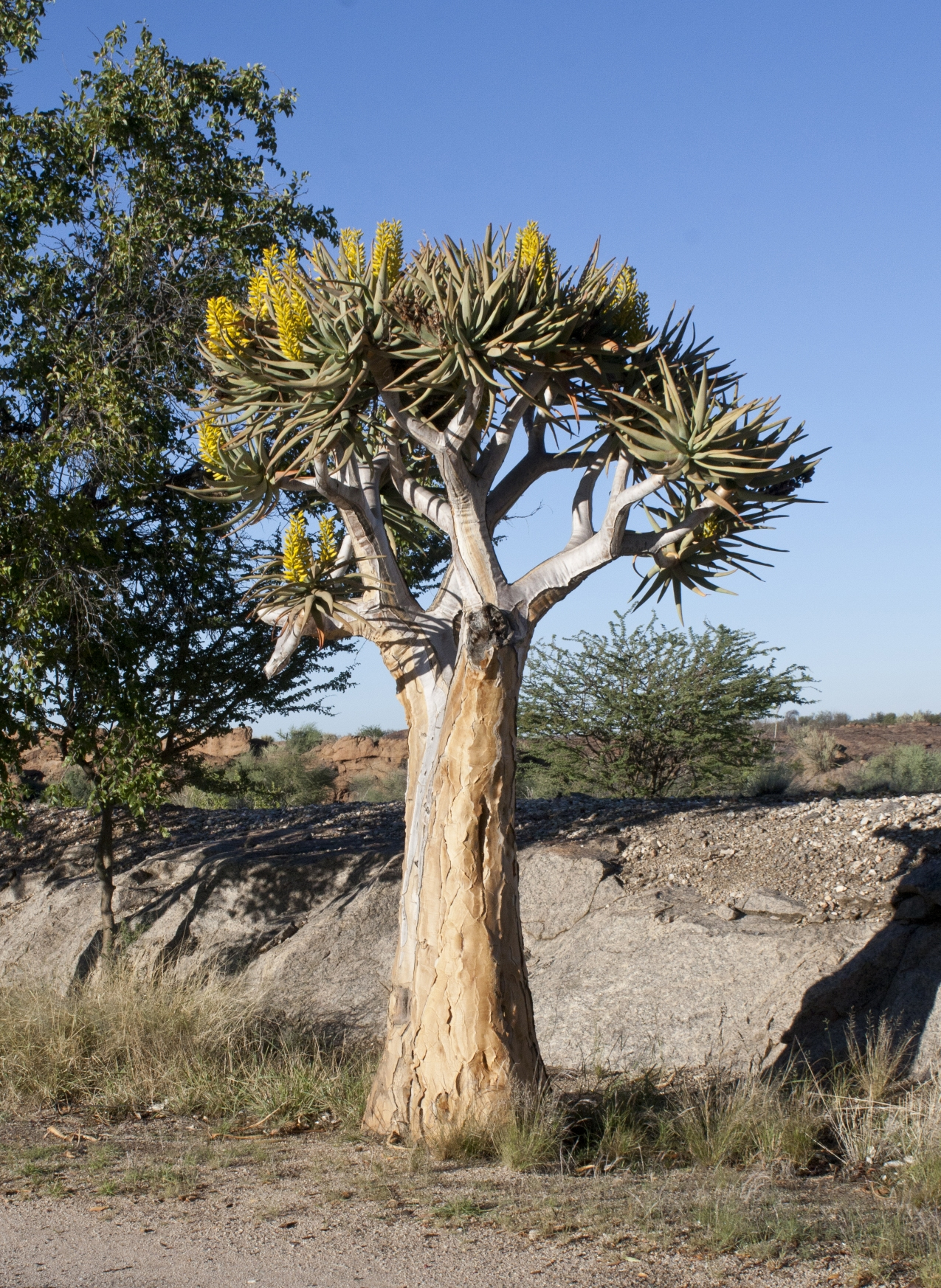
Quiver tree in flower in the Augrabies National Park, South Africa.
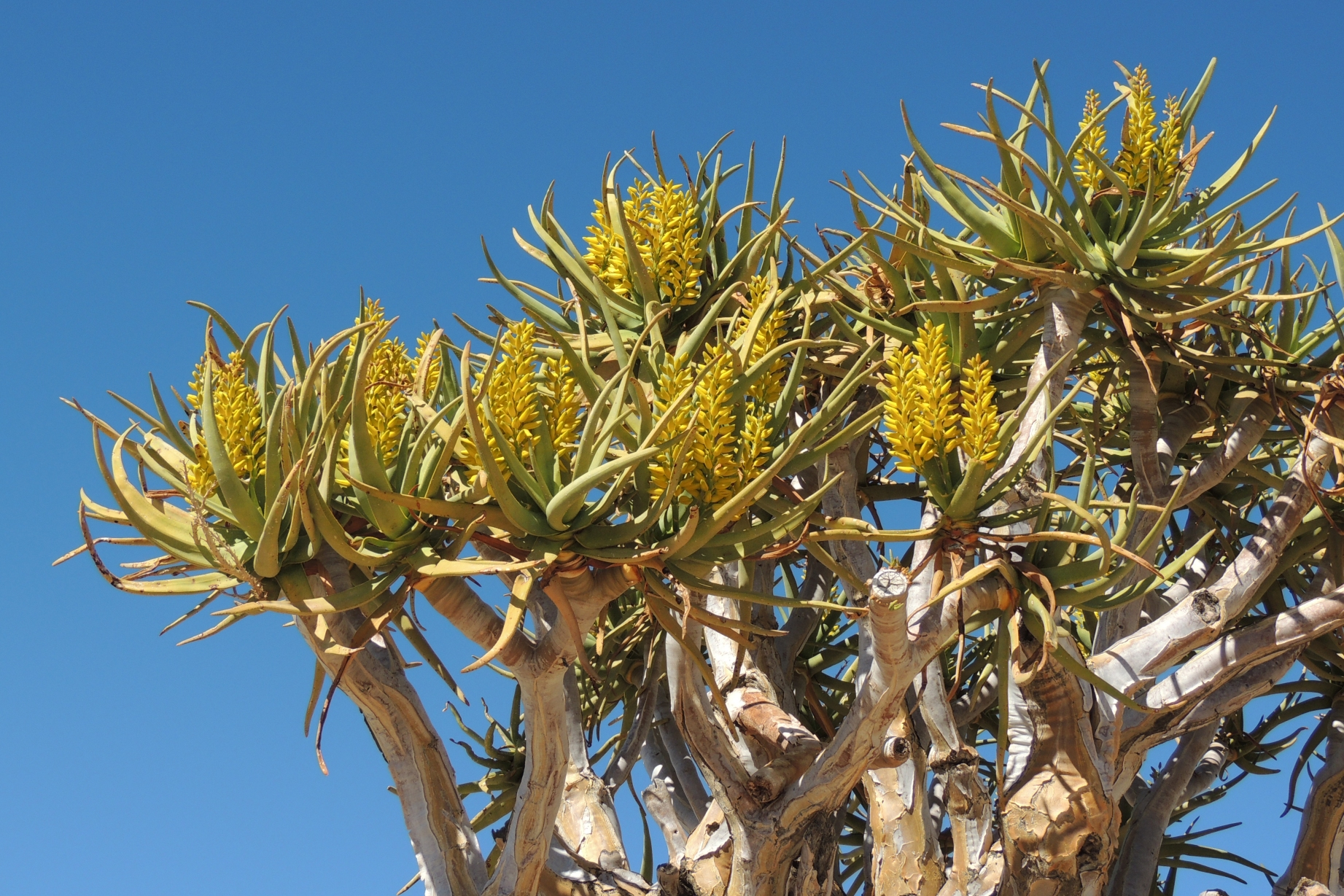
The flowers of the Quiver tree in May. Augrabies National Park, South Africa.
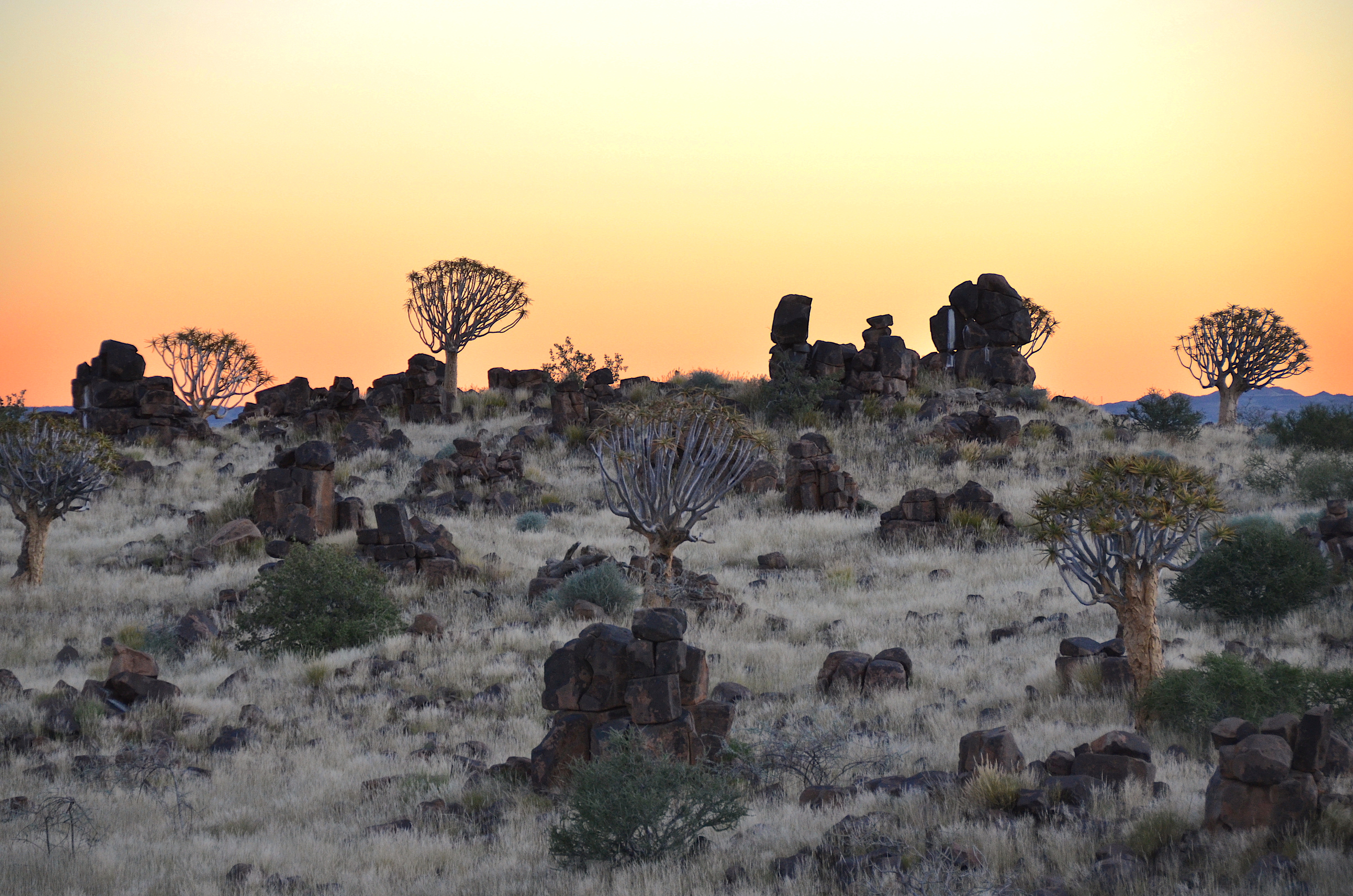
Quiver trees and Dolerite rocks near Keetmanshoop.
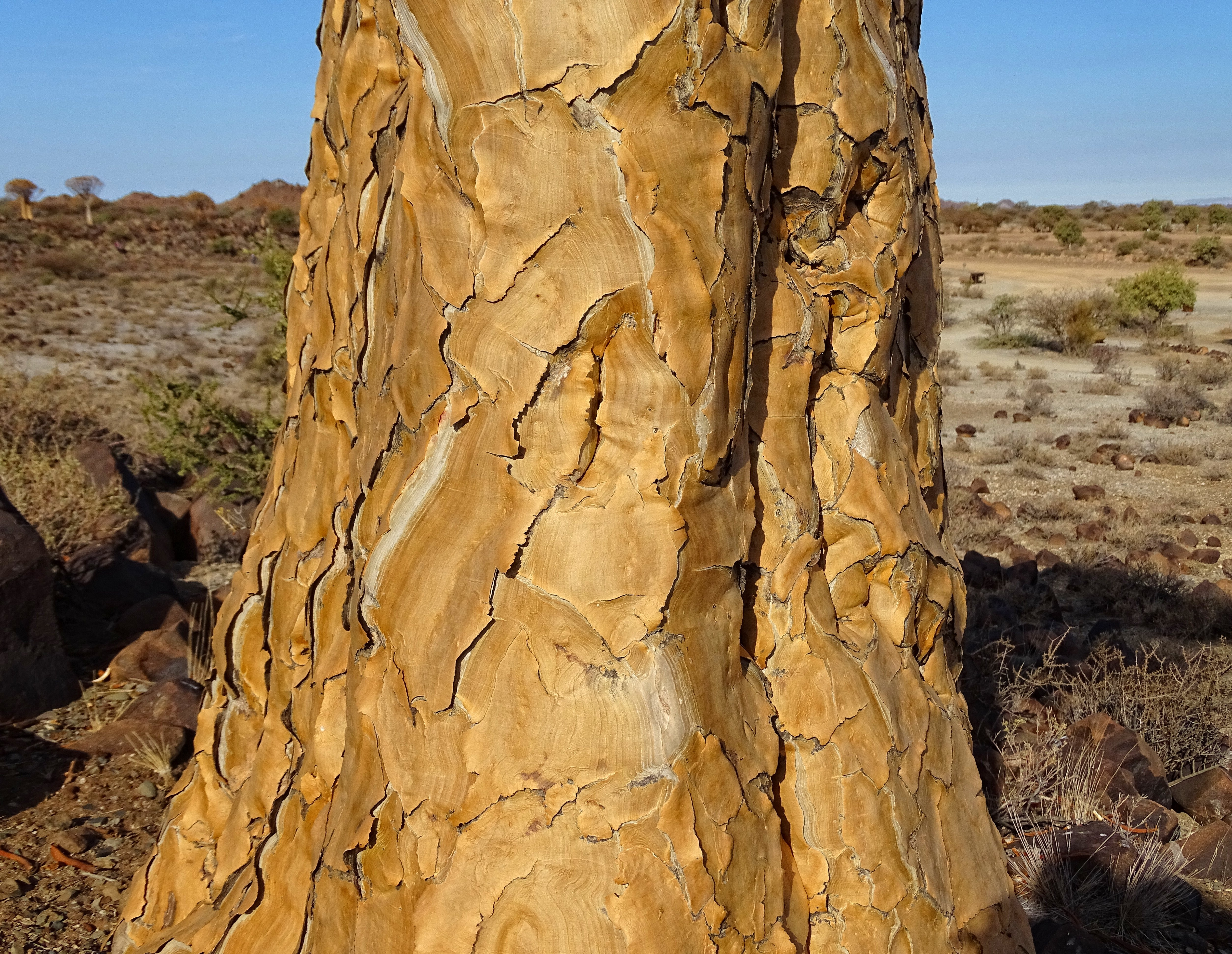
Close-up photo of bark on a quiver tree.